# Diglossa duidae
A Diglossa duidae a madarak osztályának verébalakúak (Passeriformes) rendjébe és a tangarafélék (Thraupidae) családjába tartozó faj.

## Rendszerezése
A fajt Frank Chapman amerikai ornitológus írta le 1929-ben.

## Alfajai
- Diglossa duidae duidae Chapman, 1929
- Diglossa duidae georgebarrowcloughi Dickerman, 1987
- Diglossa duidae hitchcocki Phelps & Phelps Jr, 1948[2]

## Előfordulása
Dél-Amerika északi részén, Brazília és Venezuela területén honos. Természetes élőhelyei a szubtrópusi és trópusi hegyi esőerdők, magaslati gyepek és cserjések. Állandó, nem vonuló faj.

## Megjelenése
Testhossza 14 centiméter.

## Természetvédelmi helyzete
Az elterjedési területe nagyon nagy, egyedszáma ugyan csökken, de még nem éri el a kritikus szintet. A Természetvédelmi Világszövetség Vörös listáján nem fenyegetett fajként szerepel.